# Pu Zhiqiang

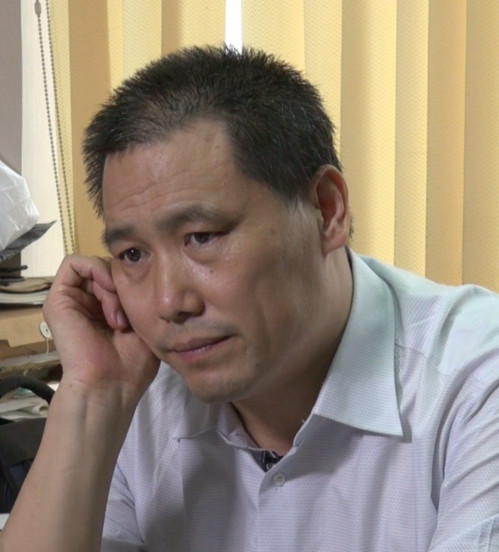
Pu Zhiqiang 2013.

Pu Zhiqiang, född 1965, är en kinesisk advokat och regimkritiker. Han greps i maj 2014 och har sedan dess suttit i häkte. Den 14 december 2015 ställdes han inför rätta, anklagad för sju inlägg på sociala medier. Bland annat gäller det kritik mot regimen för misslyckad etnisk politik i Xinjiang. Enligt Sophie Richardson, chef för Human Rights Watch i Kina, är hans fall typiskt för dem som med fredliga medel utmanar statens orättvisa. Pu Zhiqiang har bland annat försvarat dissidentkonstnären Ai Weiwei.